# Grăjdana, Buzău
Grăjdana (în trecut, și Grăjdana Moșnenească sau Obrăjești) este un sat în comuna Tisău din județul Buzău, Muntenia, România. Se află în depresiunea Nișcov, în vestul județului, în Subcarpații de Curbură.
În secolul al XVII-lea, zona satului era una plină de păduri, în care jupâneasa Grăjdana, ctitor al mănăstirii Bradu, a construit acolo schitul Grăjdana în anii 1580–1590. În secolele ce au urmat, numeroasele conflicte au făcut ca mulți buzoieni să se refugieze în zonele izolate și protejate (vezi și Istoria Buzăului), iar schitul Grăjdana a devenit centrul unui nou sat care i-a luat numele și care exista deja la 1640; în 1864, după secularizarea averilor mănăstirești, schitul Grăjdana s-a desființat, iar biserica sa a devenit biserică de mir a satului.
La sfârșitul secolului al XIX-lea, Grăjdana era reședința comunei cu același nume, aflată în plasa Sărății a județului Buzău, formată din cătunele Bărbuncești, Boru, Grăjdana, Izvoru, Lunceni, Miluiți și Salcia, având o populație totală de 1540 de locuitori ce trăiau în 360 de case. În comuna Grăjdana funcționau pe atunci o școală cu 63 de elevi (dintre care 3 fete) la Lunceni, și 4 biserici. Zona comunei Grăjdana era atunci  Satul Grăjdana singur avea 429 de locuitori și în 104 case. Satului i se mai spunea Obrăjești sau Grăjdana Moșnenească după numele cetei de moșneni ce locuia satul și după numele moșiei pe care aceștia o aveau în proprietate.
În 1925, comuna Grăjdana era consemnată în Anuarul Socec ca făcând parte din plasa Nișcov a aceluiași județ, în aceeași componență și cu o populație de 2100 de locuitori.
În 1950, comuna Grăjdana a fost inclusă în raionul Buzău al regiunii Buzău și apoi (după 1952) al regiunii Ploiești. În 1968, comuna Grăjdana a fost desființată și inclusă în comuna Tisău, arondată județului Buzău, reînființat.